# Kierunek w geometrii elementarnej
Kierunek – klasa abstrakcji relacji równoległości prostych, półprostych, odcinków i wektorów. 
Innymi słowy jest to zbiór wszystkich prostych lub wektorów równoległych do pewnej zadanej prostej. Określenie, że pewien wektor albo prosta mają dany kierunek, oznacza że należą one do tego zbioru.